# Adjabadsaryn Tschadraabal

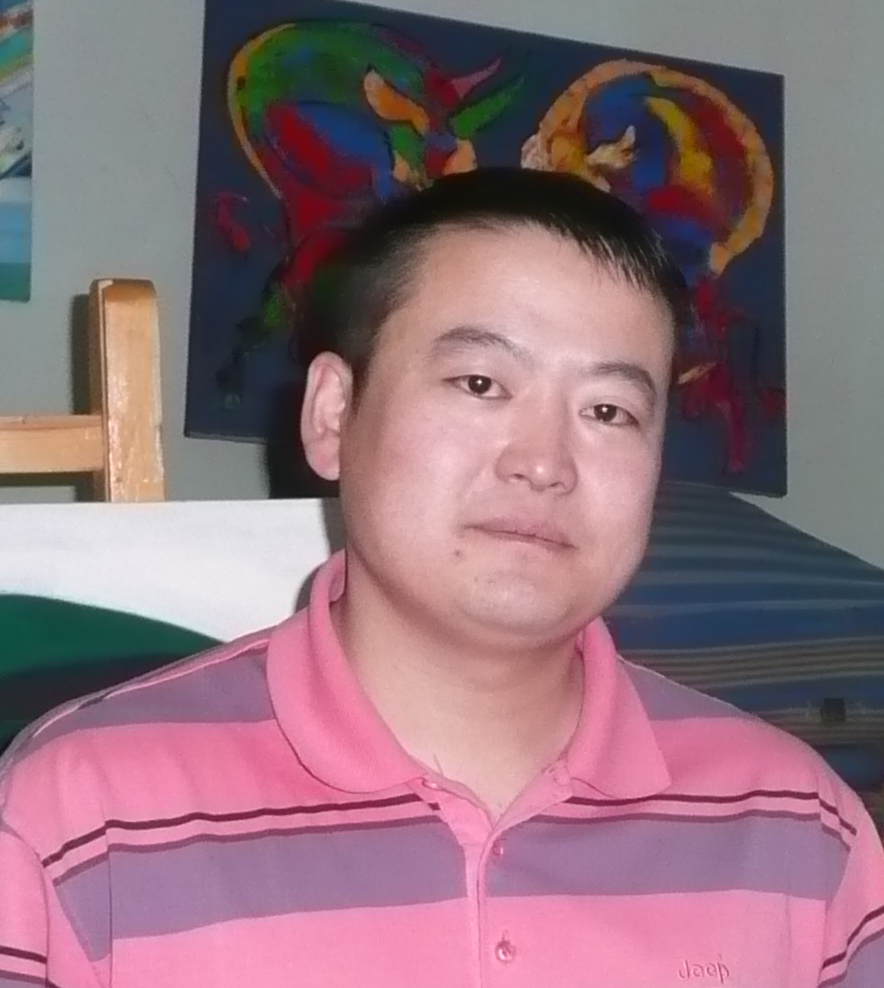
A. Tschadraabal in Ulan Bator

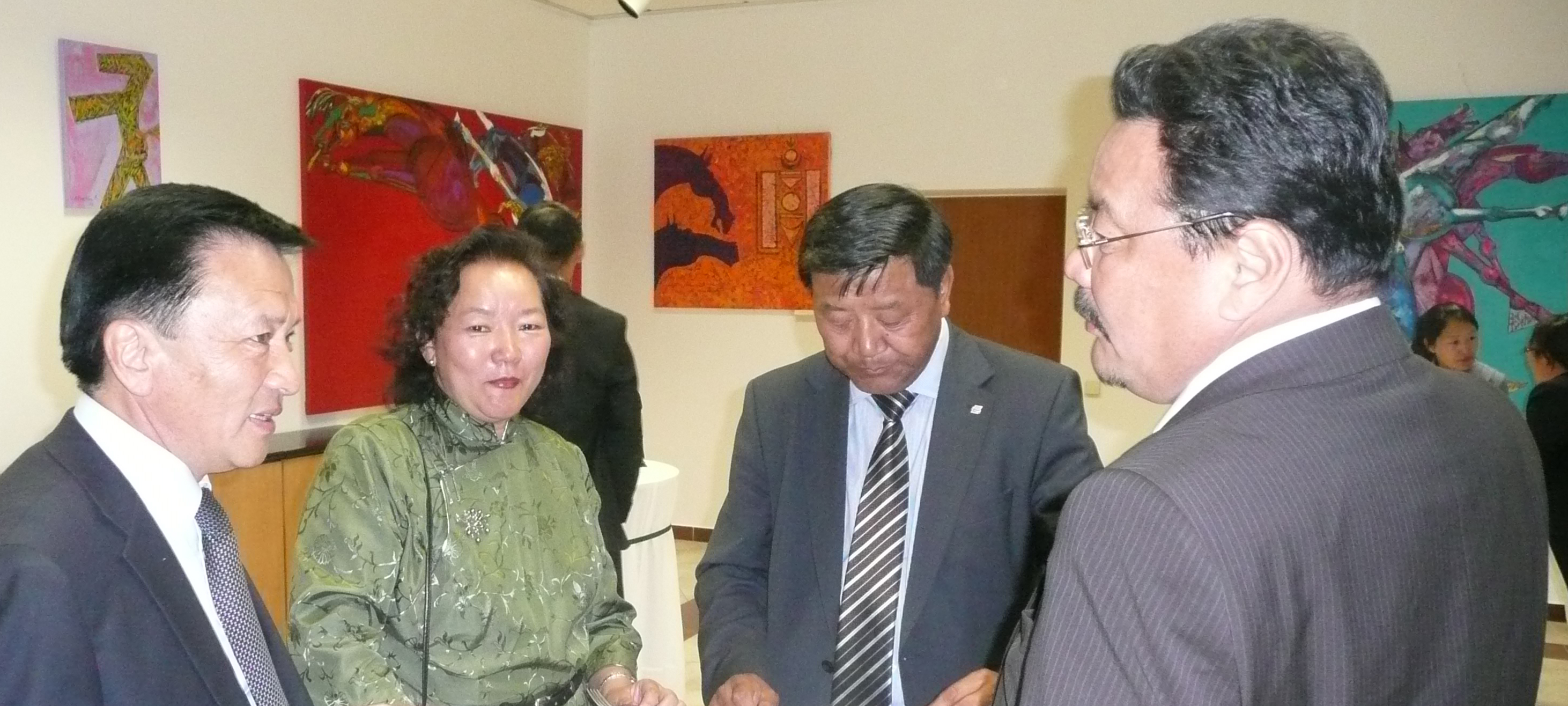
Der Mongolische Botschafter in Deutschland in der Tschadraabal-Ausstellung in der Deutschen Botschaft in Ulan Bator

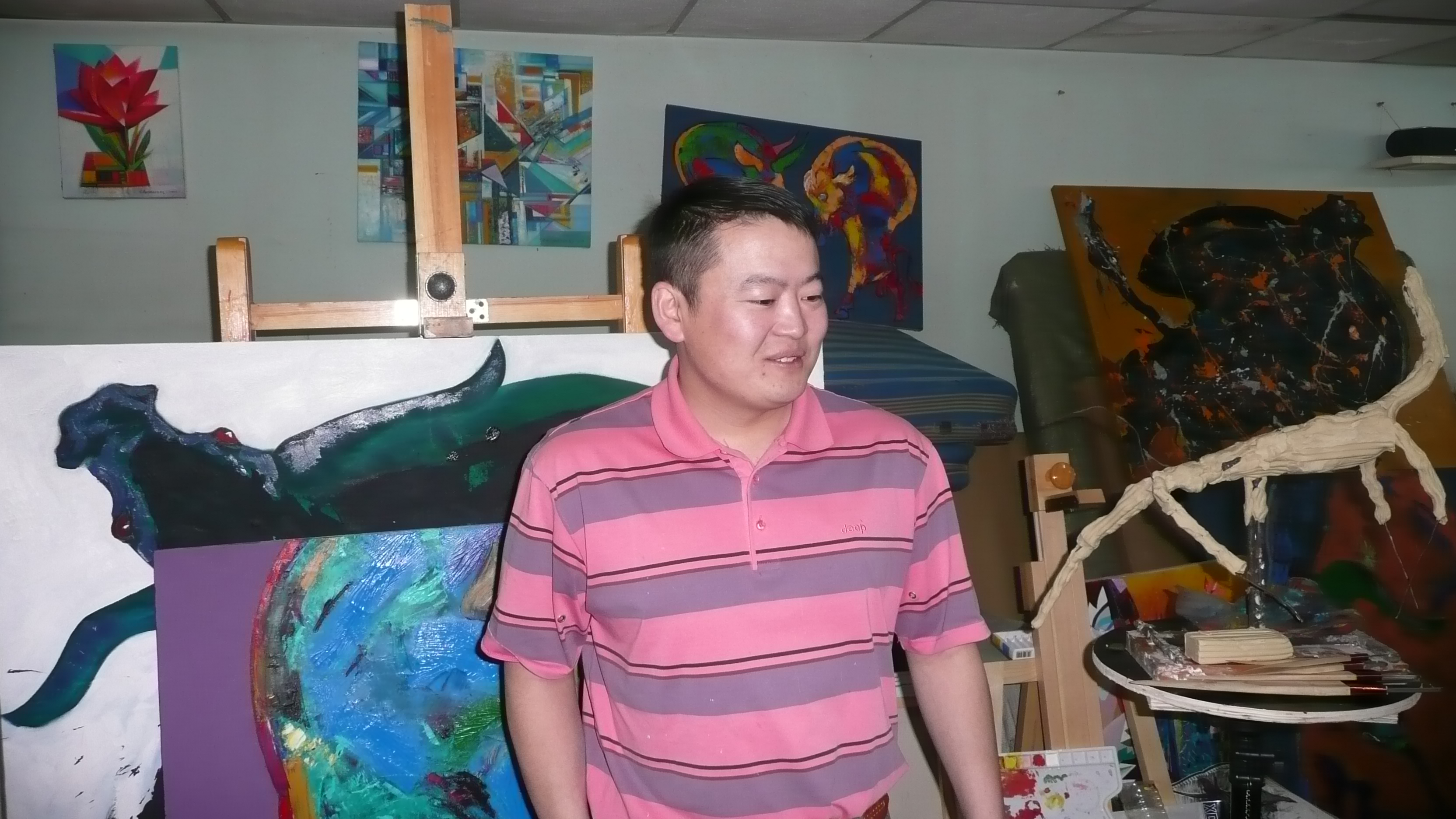
Zu Besuch im Atelier von A. Chadraabal

Adjabadsaryn Tschadraabal (mongolisch Адъяабазарын Чадраабал; * 1979) ist ein mongolischer Maler. Er wurde als Sohn des bekannten Malers Njamyn Adjabadsar in Dsuunmod, dem 30 Kilometer südlich von Ulan Bator gelegenen Hauptort des Zentral-Aimags (Töw-Aimag) geboren.

## Künstlerische Ausbildung und Tätigkeit
Von 1997 bis 2001 studierte er an der Fakultät für Bildende Künste der Staatlichen Pädagogischen Universität der Mongolei in Ulan Bator. Im Jahre 2003 erwarb er den Masterabschluss für Bildende Künste. Von 2001 bis 2007 unterrichtete er Kunst an seiner Alma Mater.
Seit 2003 ist Tschadraabal Mitglied der Vereinigung der Mongolischen Künstler (UMA). Im Jahre 2004 wurde er Vorsitzender der Assoziation Jünger Künstler der Mongolei.
Seit 2007 ist er Direktor der Nationalen Galerie für Moderne Künste der Mongolei.
Zu seinen beliebtesten Motiven gehören mongolische Pferde und Kühe.

## Kunst-Ausstellungen
Seit dem Jahr 2002 stellt Tschadraabal seine Werke regelmäßig auf internationalen Ausstellungen vor, so in China, Frankreich, Österreich, Niederlande, Polen, Bulgarien, Korea, Japan, USA.
Von ihm wurden folgende Einzelausstellungen gestaltet:
- „Blau Regen“ Ausstellung. Mongolisches Kunst-Museum, in Ulaanbaatar (2004)
- „Talyn Mongol“  Ausstellung in Paris, Frankreich (2005)
- „Turleg Uulsaar“ Ausstellung in „Xanadu Kunst“  Galerie, Ulan Bator (2006)
- „Road of the Sun“  Ausstellung in Seoul, Korea (2008)
- „Pferde-Komposition“ Ausstellung in der Botschaft der Bundesrepublik Deutschland, Ulan Bator (2009)